# Czekając na Sobotę
Czekając na Sobotę – mixtape rapera Soboty i producenta muzycznego Matheo. Wydawnictwo ukazało się 8 kwietnia 2015 roku nakładem wytwórni muzycznej StoProcent Records. Gościnnie w nagraniach wzięli udział m.in. Bezczel, Buczer oraz Rena.
Tytuł albumu nawiązuje do filmu dokumentalnego Czekając na sobotę z 2010 roku w reżyserii Ireny i Jerzego Morawskich.

## Lista utworów
Opracowano na podstawie materiału źródłowego.
1. „Intro”
2. „Refleksjest (Refleksje remix)” (gościnnie: RDI, remiks: Matheo, scratche: DJ Ace)
3. „Lecę, bo chcę (Bohema remix)” (gościnnie: Wini, remiks: Matheo, scratche: DJ Ace)
4. „Balans” (gościnnie: Kieru, produkcja: Matheo)
5. „Do góry łeb 2” (produkcja: Matheo)
6. „JP na Stoprocent” (gościnnie: Bosski Roman, Popek, produkcja: Matheo, scratche: DJ Ace)
7. „Me ryje (Się żyje remix)” (gościnnie: HDS, remiks: Matheo, scratche: DJ Ace)
8. „Jazzowe manewry (Manewry remix)” (gościnnie: WU, remiks: Matheo)
9. „Jeszcze będzie hajc (Jeszcze będzie czas remix)” (gościnnie: Bezczel, Buczer, remiks: Matheo)
10. „Skok na bungee” (gościnnie: Rena, produkcja: Matheo)
11. „Jebać miłość (Hello love remix)”
12. „Zrób na to ciach” (produkcja: Matheo)
13. „Na wszelki wypadek (Till it's gone remix)”